# Micridium angulicolle
Micridium angulicolle är en skalbaggsart som först beskrevs av Leon Fairmaire 1857.  Micridium angulicolle ingår i släktet Micridium, och familjen fjädervingar. Enligt den svenska rödlistan är arten starkt hotad i Sverige. Arten förekommer i Götaland. Artens livsmiljö är skogslandskap.